# 严格自然保护区

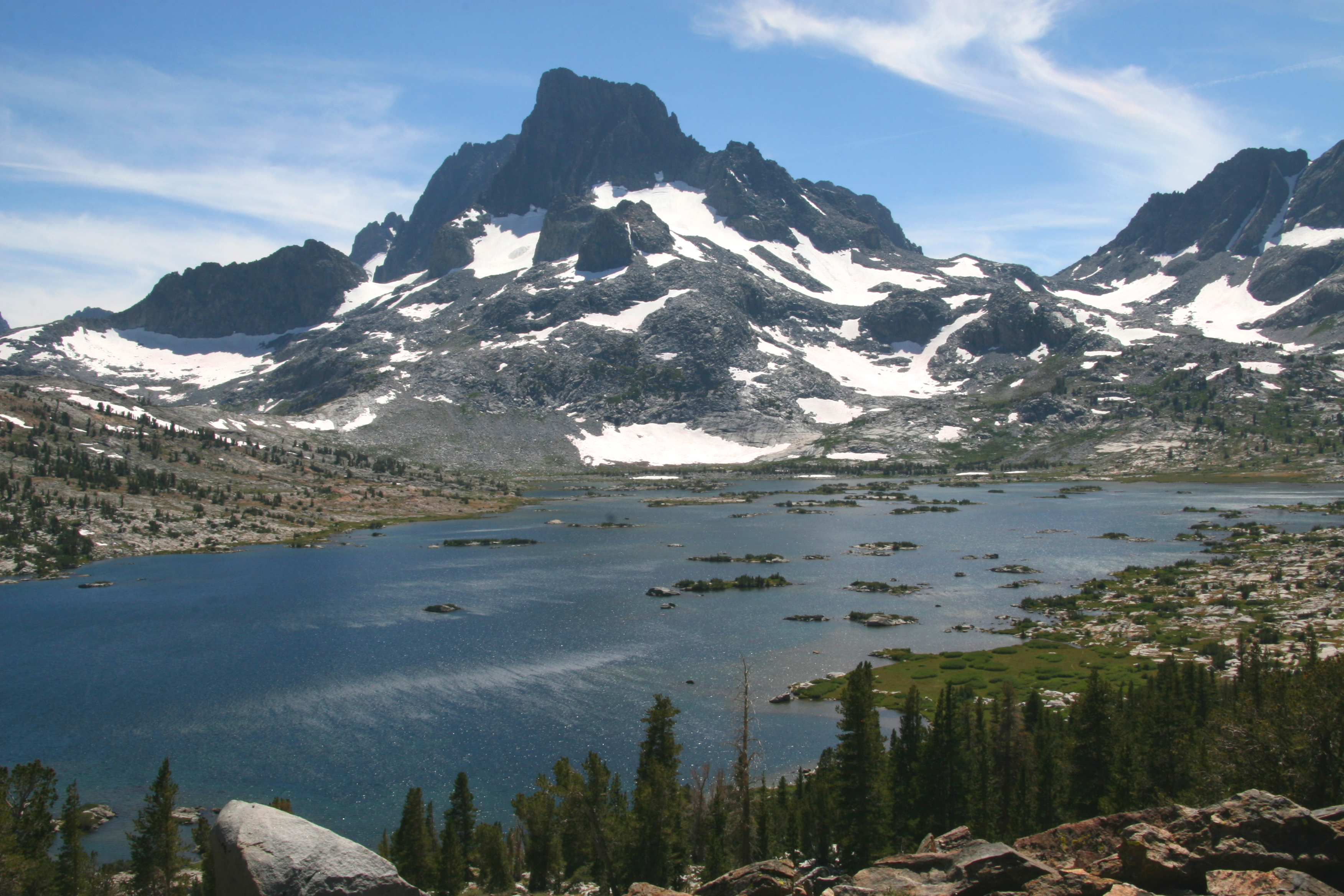
美國加州馬德拉縣千島湖 (美國)上的班納峰 (美國)是荒野地保护区

严格自然保护区（英語：strict nature reserve，IUCN分类：Ia）或荒野地保护区（英語：wilderness area，IUCN分类：Ib）是國際自然保護聯盟（IUCN）成员世界保護區委員會（WCPA）确立的保护区体系中等级最高的第一类保护区。第一類保护区是世界上受到最严格保护的自然景觀。

## 目的
严格自然保护区及荒野地保护区都屬於保护区，創立及管理的目的是為研究及保護未受破壞的大片荒野。主要目的是為了保存生物多樣性，也是科學研究以及环境监测的主要參考區域。
- IUCN分類Ia的严格自然保护区是專門為了科學研究目的而成立[2]。
- IUCN分類Ib的荒野地保护区定義為「大片未受人類影響，或微幅受到人類影響的區域，保留其自然特徵以及自然影響力，其中沒有永久性或顯著的人類住處，其保護及管理的目的是為了要保存其自然條件。」[3]

在這些區域的使用以及進入都受到嚴格限制。因此严格自然保护区常常是然保护区的核心地帶，而荒野地保护区則為緩衝地帶，類似國家公園（IUCN分類第二級）概念，也類似联合国教育、科学及文化组织的世界遗产。

## 各國的實行情形

### 奧地利
奧地利只有一個區域是IUCN第一類保护区：
- 羅斯伍德叢林（德语：Urwald Rothwald）（IUCN Ia）[4]：位在下奧地利艾森武爾岑（德语：Eisenwurzen）的杜倫斯坦荒野（英语：Wildnisgebiet Dürrenstein）（IUCN Ib）

### 英國印度洋區域
英屬印度洋領地中，部份迪戈加西亚岛以及其他的岛嶼是严格自然保护区。

### 德國
依照德國2007年發佈，到2020年為止的生物多樣性戰略中，聯邦政府會保留德國2%的國土自然發展，讓荒野地區不會受到人為影響。

### 法國
法國在1950年代建立了整體生物保護區（法語：Réserves Biologiques Intégrales，簡稱RBI），目的是在沒有人為干擾的情形下進行自然演化。相反的，人工管理生物保護區（法語：Réserves Biologiques Dirigées，簡稱RBD）是針對易危物種或是受威脅棲地進行的人工管理。
整體生物保護區會在法國國家森林或城市森林，由法國國家森林局管理。其中所有的物種都不允許採集，只有在消除外來物種或是由於軌道安全工作（已經在保護區內的軌道，或是在保護區邊緣的軌道），要移除軌道旁已倒下的樹，或是可能會倒下，危及訪客的樹時才不受此限。
在2014年底為止，法國國家森林內已有60個整體生物保護區，共計111,082公頃，城市森林內有10個整體生物保護區，共計2,835公頃。

### 美國
美國的国家荒野保护体系（NWPS）是最嚴格保護的地區。是依照美国国会1964年訂定的荒野法所規劃的。其面積至少要有5,000英畝（2,023公頃）（島嶼例外），只能用步行、獨木舟或是騎馬到達（阿拉斯加的曠野例外）。截至2015年，美国共有765片荒野地区，占地总面积109,129,657英畝（44,163,205公頃），占美国总面积的4.5%。

## 來源
- Nigel Dudley. . IUCN. 2012-09-25  [2013-01-17]. ISBN 978-2-8317-1086-0. （原始内容存档于2013-05-18）.

## 外部連結
- IUCN - World Commission on Protected Areas（页面存档备份，存于） (engl.)
- IUCN Protected Area Management GuidelinesArchive.today的存檔，存档日期2013-04-16, The Wild Foundation (engl.)
- IUCN-Schutzgebietskategorien (pdf)（页面存档备份，存于）
- World Database of Protected Areas, unep-wcmc.org